# Folketing
El Folketing (en danés: Folketinget, pronunciado /ˈfʌlkəˌtsʰe̝ŋˀð̩/; literalmente: Thing del Pueblo o Asamblea del Pueblo), también conocido como Parlamento danés, es el órgano unicameral que ostenta el poder legislativo del Reino de Dinamarca. Establecido en 1849, hasta 1953 el Folketing fue la cámara baja de un parlamento bicameral, llamado Rigsdag, cuya cámara superior era el Landsting. Se reúne en el Palacio de Christiansborg, en el islote de Slotsholmen en el centro de Copenhague.
El Folketing aprueba todas las leyes, aprueba el gabinete y supervisa el trabajo del gobierno. También es responsable de adoptar los presupuestos del estado y aprobar las cuentas del estado. Como se establece en la Constitución danesa, el Folketing comparte el poder con el monarca reinante. En la práctica, sin embargo, el rol del monarca se limita a la firma de leyes aprobadas por la legislatura; esto debe hacerse dentro de los 30 días de la adopción.
El Folketing consta de 179 representantes; 175 de Dinamarca, 2 de Groenlandia y otros 2 de las Islas Feroe. Las elecciones generales deben celebrarse cada cuatro años, pero está dentro de los poderes del primer ministro pedirle al monarca que convoque una elección antes de que haya transcurrido el mandato. En un voto de censura, el Folketing puede obligar a un solo ministro o a todo el gobierno a renunciar.
Los miembros son elegidos democráticamente por representación proporcional: 135 por el método D'Hondt y 40 por el método Sainte-Laguë. El sistema político danés ha generado tradicionalmente coaliciones. La mayoría de los gobiernos de la posguerra han sido coaliciones minoritarias que gobiernan con el apoyo de partidos no gubernamentales. La sesión inaugural de la legislatura suele contar con la presencia de la Reina Margarita II.

## Historia
De 1849 a 1953 el Folketing fue una de las dos cámaras en el parlamento bicameral conocido como el Rigsdag; mientras la otra cámara era conocida como Landsting. Dado que ambas cámaras, en principio, tenían el mismo poder, los términos "cámara alta" y "cámara baja" no se usaban en general. La diferencia entre ambas era la representación de los votantes.
El Folketing fue elegido por voto común entre los hombres y consistía principalmente de agricultores independientes, comerciantes y comerciantes, así como las clases educadas. De 1866 a 1915, el derecho de voto para Landsting se restringió a los más ricos, y algunos de sus miembros fueron nombrados por el rey, por lo que representaba predominantemente a la aristocracia terrateniente y otros conservadores. A partir de 1915, tanto los hombres como las mujeres tenían el derecho de voto para ambas cámaras, y también el Landsting fue elegido por voto común, aunque indirectamente y con un límite de edad más elevado que el del Folketing. Durante las siguientes décadas, la elaboración de leyes tuvo lugar principalmente en el Folketing y el Landsting llegó a ser considerado como un sello de goma superfluo.

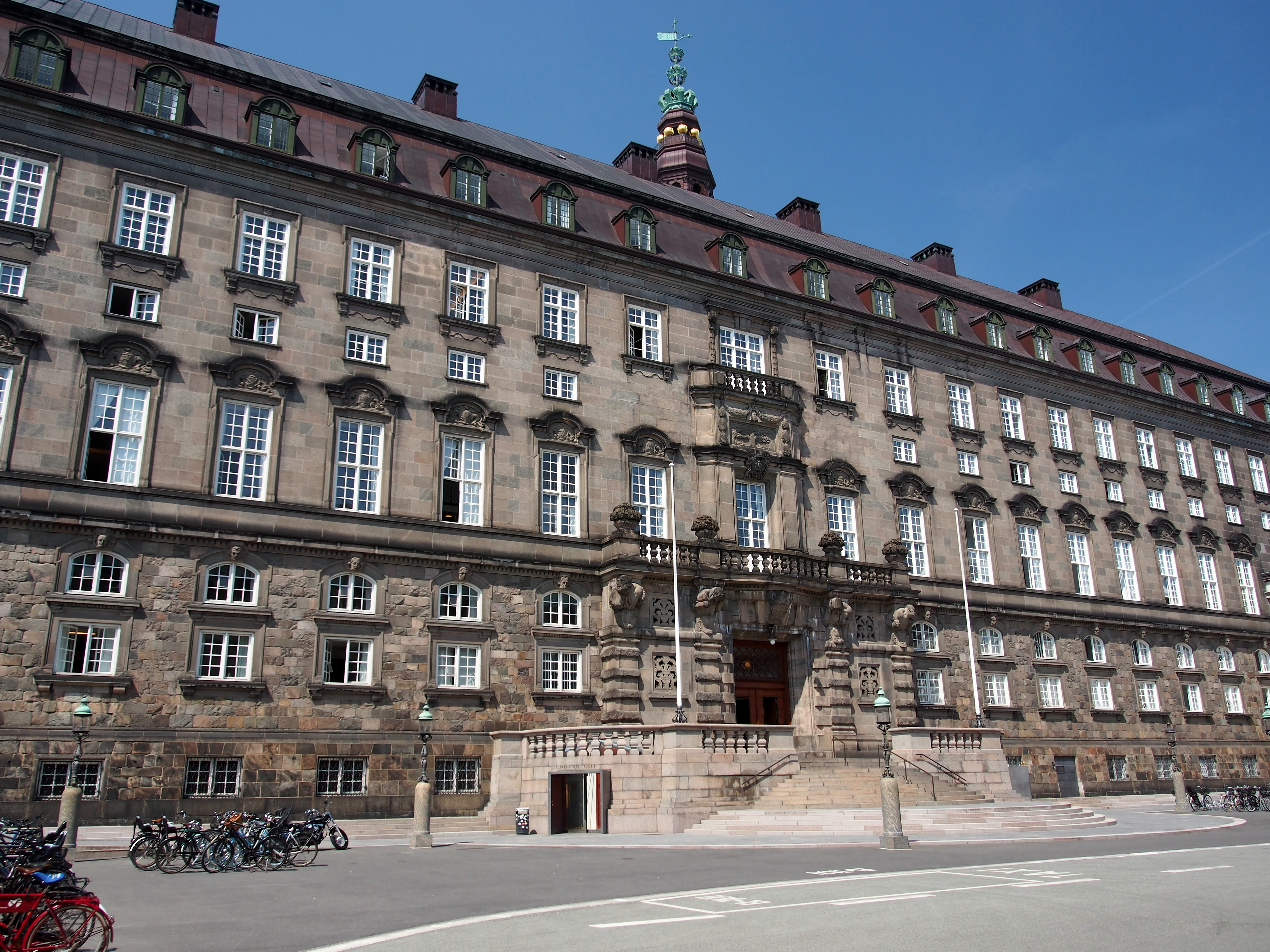
Ubicación de Folketing desde 1849 en el Palacio de Christiansborg.

En 1953 por votación popular decidió adoptar una nueva Constitución. Uno de los cambios de la nueva constitución fue la eliminación del Landsting y la introducción de un parlamento unicameral, conocido como Folketing. El Palacio de Christiansborg (también conocido por su apodo Borgen) ha sido el domicilio del parlamento desde 1849. El palacio está situado en el corazón de Copenhague.
Obtener representación en el parlamento requiere solo el 2% de los votos. Con un umbral electoral tan bajo, un gran número de partidos están representados en la cámara, por lo que es casi imposible que un partido por sí solo gane los 90 escaños necesarios para la mayoría. Ningún partido ha logrado esto desde 1901. Todos los gobiernos daneses desde entonces han sido coaliciones o gobiernos de minoría. Por esta razón, una disposición en la constitución permite que un gobierno asuma el cargo sin obtener un voto de confianza y permanecer en el cargo siempre que no pierda una moción de censura. Una consecuencia es que, a diferencia de la mayoría de los demás sistemas parlamentarios, un gobierno danés nunca puede estar seguro de que su agenda legislativa será aprobada, y debe reunir una mayoría para cada una de las leyes que quiera aprobar.

## Requisitos constitucionales

### Composición de los miembros
- El Folketing debe estar formado por no más de 179 miembros elegidos por un mandato de 4 años o hasta que el primer ministro (a través del Rey o Reina) convoque elecciones. Groenlandia y las Islas Feroe eligen dos miembros cada una. Los miembros son elegidos de acuerdo al principio de mayoría proporcional.
- La constitución no menciona los partidos políticos en absoluto, aunque sí lo hace el acta electoral, y los diputados casi siempre son elegidos por un partido. El único independiente que ha sido elegido en los tiempos modernos es el comediante Jacob Haugaard, pero se ven independientes, generalmente desconocidos, en cada elección. Los requisitos para presentarse como un candidato independiente son mucho más indulgentes que para un nuevo partido (firmas de 150 votantes elegibles), pero los independientes solo pueden participar en un solo distrito, lo que hace muy difícil obtener el número necesario de votos para el escaño.

### Sistema de votación

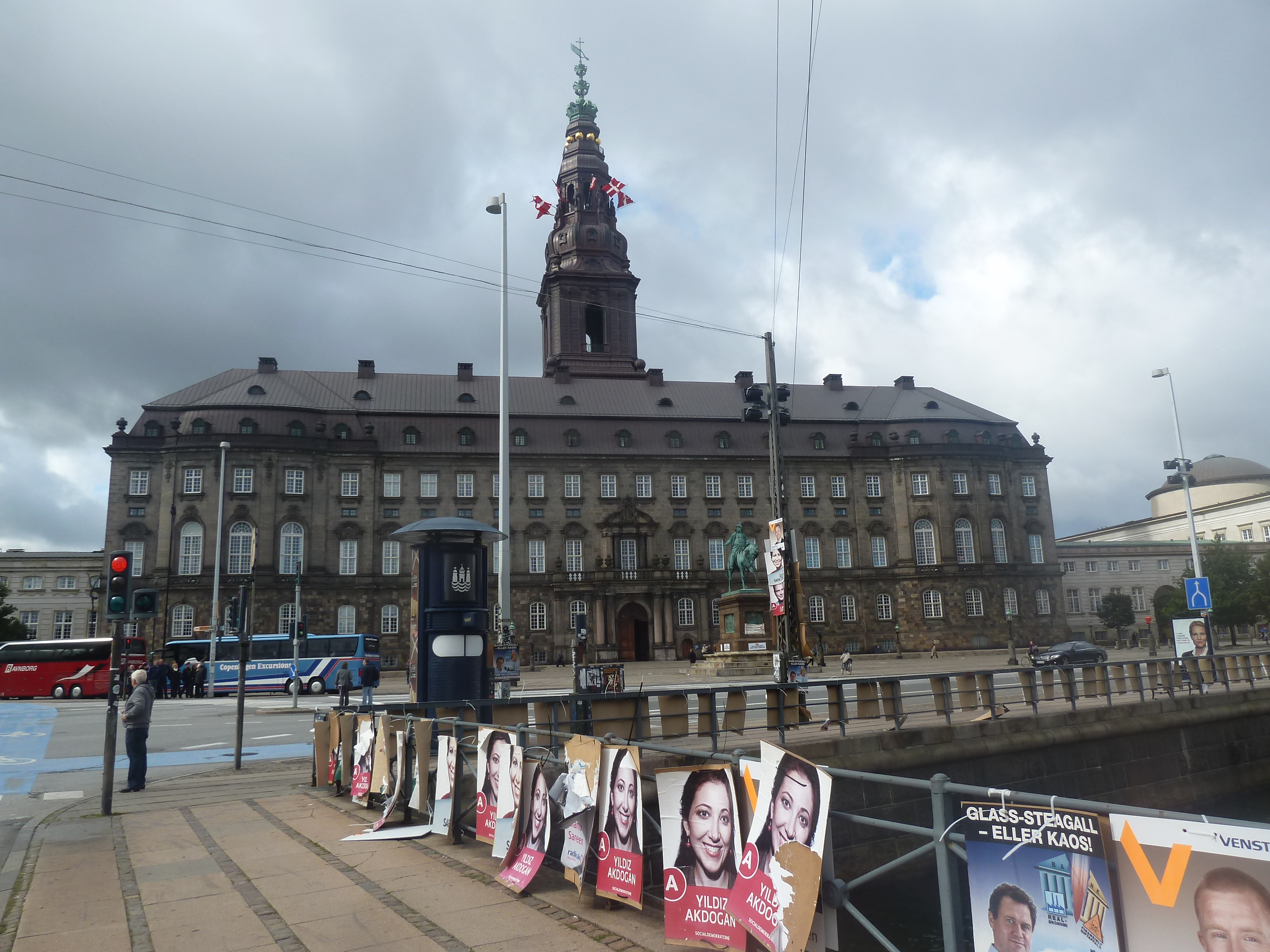
El Palacio de Christiansborg rodeado por carteles, una escena común durante la campaña electoral.

- La Constitución exige "una representación equitativa de las diversas opiniones del electorado" y una representación regional asegurada. El acta electoral estipula los detalles para esto: 135 escaños son elegidos por representación proporcional en 10 distritos, y 40 escaños suplementarios se asignan para distinguir la diferencia entre el voto a nivel distrital y nacional. Los 135 escaños se distribuyen a las partes por el método D'Hondt del sistema de lista de partidos de representación proporcional y los 40 escaños suplementarios por el método de Sainte-Laguë. Cada parte puede elegir entre una serie de métodos sobre cómo los escaños obtenidos por ese partido se distribuirán entre los candidatos.

- El resultado es representación proporcional; sin embargo, en casos excepcionales, los partidos más grandes pueden obtener uno o dos escaños extra de partidos más pequeños.
- El votante puede votar por una lista de partido, uno de los candidatos en la lista de un partido o un candidato independiente.

- Las partes (generalmente las asambleas de partido de distrito) deciden la nominación de candidatos antes de la elección. Cuando se asigna la nominación conjunta, los candidatos se eligen de acuerdo con los votos personales. Cuando se asigna un orden de prioridad, solo un número extremo de votos personales puede cambiar el rango.

- Los partidos deben pasar el umbral, el 2% del voto nacional u obtener un escaño de distrito para obtener escaños suplementarios. Aunque es muy raro, es posible que un partido obtenga un escaño en el distrito sin obtener el 2% del voto nacional. También hay una tercera regla esotérica que permite que un partido esté representado, si tiene suficientes votos en dos de las tres áreas en las que está dividido el país. Ningún partido ha cumplido esta regla sin obtener el 2% de la votación nacional.

- Para presentarse a las elecciones, los partidos que actualmente no están representados en el Parlamento deben obtener certificados de apoyo de aproximadamente 20.000 votantes (el número de votos válidos emitidos en Dinamarca en las últimas elecciones, dividido por 175 - el equivalente de un asiento; después del 2007 elección, el número requerido es 19.769) y estos han sido sellados individualmente por la oficina de registro en los municipios de residencia de estos votantes.

### Requisitos del votante
- Dinamarca tiene sufragio universal para todos los ciudadanos mayores de 18 años que viven en el reino y que no han sido declarados incapaces de administrar sus propios asuntos. La constitución permite restringir el sufragio para los delincuentes condenados y las personas que reciben beneficios sociales, pero esta opción no se ha utilizado durante varias décadas.
- Todos los votantes que no han sido condenados por actos criminales que los hacen indignos de un escaño en el parlamento, son elegibles. El Folketing decide si un miembro es elegible o no (después de su elección).

### Privilegios parlamentarios
- Los miembros gozan de inmunidad, lo que significa que no se pueden presentar cargos penales contra un miembro del parlamento, a menos que sea sorprendido in fraganti, siempre que el Folketing no levante la inmunidad. El propósito de esto es prevenir la persecución política. En la práctica, el Folketing siempre ha levantado la inmunidad cuando un miembro ha sido acusado de un delito, generalmente con el consentimiento del propio miembro acusado.[11]
- Los debates se pueden llevar a cabo a puerta cerrada, aunque esto no ha sucedido desde el 9 de abril de 1940, día de la invasión alemana en la Segunda Guerra Mundial.

### Ministros

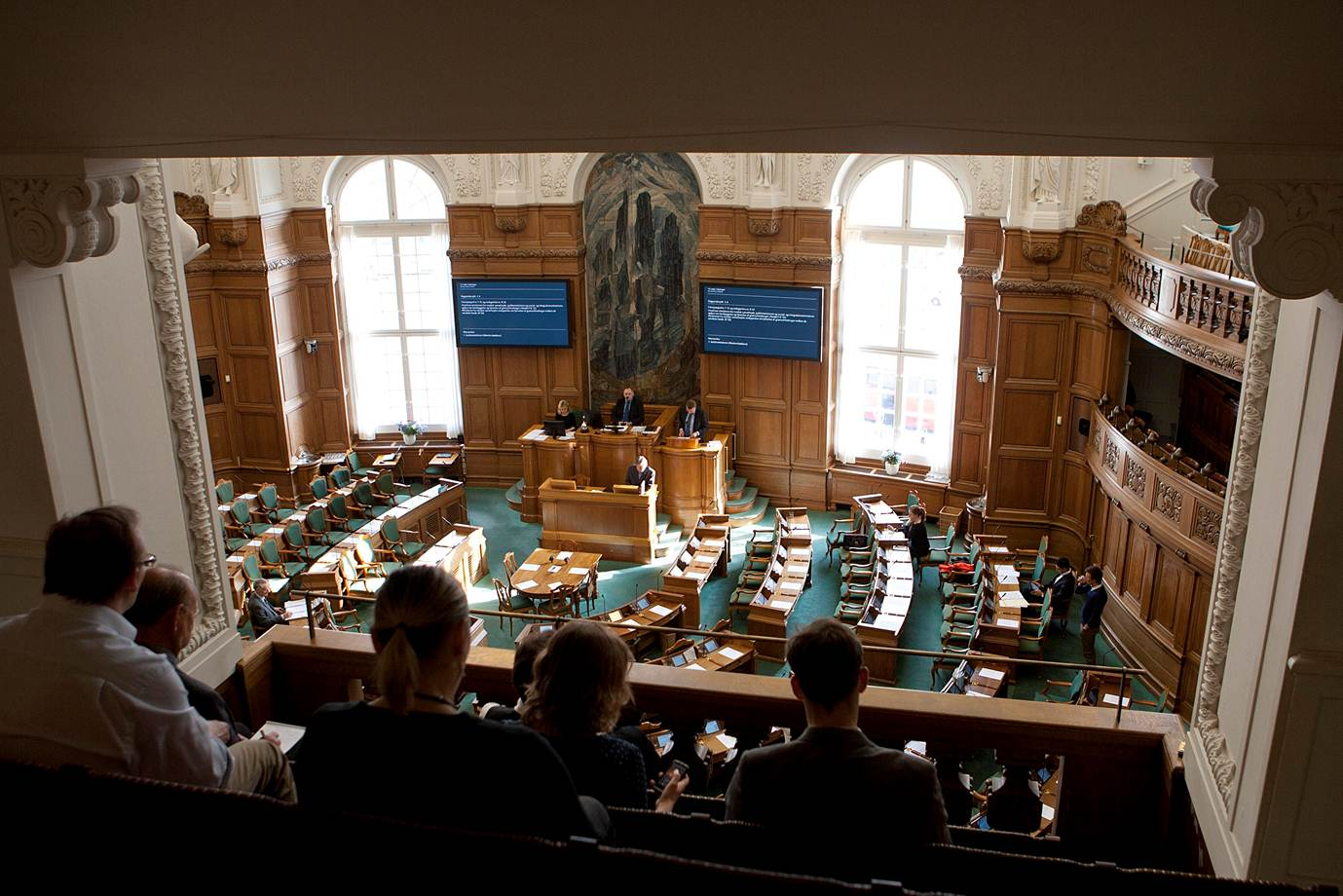
Vista desde la galería.

- Los ministros pueden ocupar un asiento en el parlamento, pero no es necesario. Los jueces de la Corte Suprema, según la convención, no pueden ocupar un asiento mientras actúan como jueces.
- Los ministros pueden, incluso si no son diputados, exigir tiempo para hablar cuando lo deseen.

### Legislación
- Los proyectos de ley pueden ser presentados ante el parlamento por un miembro (cuentas de miembros privados) o por los ministros. Los ministros presentan predominantemente proyectos de ley ante el Parlamento porque tienen a su disposición la Oficina Jurídica del Ministerio de Justicia. En lugar de presentar un proyecto de ley privado, la oposición generalmente presenta una propuesta de decisión parlamentaria, es decir, una resolución breve que aborda el tema y ordena al ministro pertinente que proponga un proyecto de ley al respecto.

## Composición histórica
| 11 | 77 | 11 | 2   | 1 | 6 | 38 | 1 | 32 |
| S  | A  | B  | Ind | s | U | V  | b | C  |

| 10 | 77 | 10 | 2   | 5 | 38 | 1 | 36 |
| S  | A  | B  | Ind | U | V  | a | C  |

| 20 | 70 | 13 | 2   | 35 | 1 | 34 | 4 |
| S  | A  | B  | Ind | V  | a | C  | L |

| 4 | 11 | 63 | 27 | 2   | 34 | 1 | 37 |
| Y | S  | A  | B  | Ind | V  | a | C  |

| 17 | 71 | 27 | 2   | 30 | 1 | 31 |
| S  | A  | B  | Ind | V  | a | C  |

| 6 | 11 | 1 | 47 | 20 | 14 | 2   | 7 | 22 | 16 | 28 |
| P | S  | T | A  | B  | E  | Ind | K | V  | C  | F  |

| 4 | 7 | 9 | 1 | 54 | 13 | 4 | 2   | 9 | 42 | 10 | 24 |
| Y | P | S | T | A  | B  | R | Ind | K | V  | C  | F  |

| 5 | 7 | 7 | 66 | 6 | 6 | 11 | 2   | 6 | 21 | 1 | 15 | 26 |
| Y | P | S | A  | B | E | R  | Ind | K | V  | b | C  | F  |

| 6 | 11 | 69 | 1 | 10 | 5 | 6 | 5 | 22 | 1 | 1 | 22 | 20 |
| Y | S  | A  | I | B  | E | R | K | V  | b | G | C  | F  |

| 5 | 21 | 60 | 1 | 9 | 15 | 4 | 20 | 1 | 1 | 26 | 16 |
| Y | S  | A  | I | B | R  | K | V  | b | G | C  | F  |

| 5 | 21 | 56 | 1 | 10 | 8 | 5 | 22 | 1 | 1 | 1 | 42 | 6 |
| Y | S  | A  | I | B  | R | K | V  | b | a | G | C  | F |

| 4 | 27 | 55 | 1 | 11 | 9 | 4 | 19 | 1 | 1 | 38 | 9 |
| O | S  | A  | I | B  | R | K | V  | a | G | C  | F |

| 24 | 55 | 1 | 10 | 9 | 4 | 22 | 1 | 1 | 1 | 35 | 16 |
| S  | A  | I | B  | R | K | V  | b | a | G | C  | F  |

| 15 | 70 | 1 | 7 | 9 | 4 | 29 | 1 | 1 | 30 | 12 |
| S  | A  | I | B | R | K | V  | a | G | C  | F  |

| 6 | 13 | 62 | 8 | 5 | 1   | 42 | 1 | 1 | 1 | 27 | 11 |
| Ø | S  | A  | B | R | Ind | V  | b | a | G | C  | F  |

| 5 | 13 | 1 | 64 | 7 | 8 | 4 | 42 | 1 | 1 | 16 | 13 | 4 |
| Ø | S  | I | A  | B | R | K | V  | a | G | C  | D  | F |

| 4 | 12 | 1 | 1 | 1 | 52 | 9 | 4 | 56 | 1 | 16 | 22 |
| Ø | S  | I | T | Q | A  | B | K | V  | b | C  | D  |

| 6 | 11 | 1 | 1 | 1 | 47 | 17 | 52 | 1 | 18 | 24 |
| Ø | S  | I | T | Q | A  | B  | V  | a | C  | D  |

| 4 | 23 | 1 | 1 | 1 | 45 | 9 | 46 | 1 | 18 | 5 | 25 |
| Ø | S  | I | T | Q | A  | B | V  | b | C  | L | D  |

| 12 | 16 | 1 | 1 | 44 | 17 | 47 | 1 | 8 | 9 | 22 |
| Ø  | S  | I | Q | A  | B  | V  | b | C | L | D  |

| 14 | 9 | 7 | 1 | 1 | 1 | 48 | 8 | 34 | 6 | 13 | 37 |
| Å  | Ø | S | I | T | Q | A  | B | V  | C | L  | D  |

| 5 | 13 | 14 | 1 | 1 | 49 | 16 | 43 | 1 | 12 | 4 | 4 | 16 |
| Å | Ø  | S  | I | Q | A  | B  | V  | b | C  | L | N | D  |

| 6 | 9 | 15 | 1 | 1 | 51 | 7 | 16 | 23 | 1 | 10 | 14 | 6 | 5 | 14 |
| Å | Ø | S  | I | Q | A  | B | M  | V  | b | C  | L  | N | D | Æ  |

## Formación de un parlamento
Los 179 miembros del Folketing son elegidos directamente por períodos de cuatro años, sujetos a convocatorias para elecciones anticipadas. Todos los ciudadanos daneses de 18 años o más pueden votar en las elecciones legislativas, que se llevan a cabo por votación secreta. Los escaños de Folketing se asignan entre las distintas partes usando el método D'Hondt de representación proporcional de la lista de partidos. Un partido o alianza electoral debe pasar el umbral de elección del 2% del voto total para que se le asigne un asiento. Las partes seleccionan sus candidatos usando una lista cerrada. Por lo tanto, los votantes eligen el partido de su elección, no a ningún candidato específico.

### Gobiernos de la coalición
El sistema político danés se caracteriza por una fusión de poderes, con el gobierno extraído de las filas del Folketing. Dinamarca está gobernada por un gabinete y un primer ministro al mando de una mayoría en el Folketing. Para obtener una mayoría y aprobar leyes, el primer ministro debe formar alianzas con partidos externos al gobierno, así como con múltiples partidos dentro de un gabinete de coalición.
Durante su primer mandato, Lars Løkke Rasmussen, encabezó un gobierno minoritario de centro derecha compuesto por el Partido Liberal (Venstre) y el Partido Popular Conservador. Este gobierno de coalición trabajó con el apoyo parlamentario regular del Partido Popular Danés conservador nacional y con frecuencia ganó el asiento 90 necesario para la mayoría en el Folketing a través de negociaciones con el único diputado de los Demócratas Cristianos, Ørum-Jørgensen u otro escaños fuera de las partes, Christmas Møller, ambos elegidos en 2007 como diputados conservadores y que desertaron desde entonces.
Desde las elecciones de 2007, la Alianza Liberal (anteriormente Ny Alliance) ha ganado impulso en las encuestas de opinión, y desde principios de 2010, la coalición gobernante no ha logrado reunir una mayoría en las urnas sin el apoyo de la Alianza. El continuo aumento en las encuestas es, en cierta medida, el resultado de la crisis interna en el Partido Popular Conservador sobre el liderazgo Lene Espersen y el debate continuo sobre la falta de "verdadera" ideología liberal / conservadora en la política gubernamental.
El 13 de enero de 2011, la continua agitación dentro del grupo Conservador en el Folketing hizo que Lene Espersen renunciara como líder política del partido y se concentrara en su papel como Ministra de Relaciones Exteriores. Se esperaba ampliamente una elección de liderazgo entre Brian Mikkelsen, Ministro de Asuntos Económicos y Empresariales, y Lars Barfoed, Ministro de Justicia, pero el 14 de enero, el grupo Conservador en el Folketing eligió por unanimidad a Barfoed como su nuevo líder político.
Los socialdemócratas bajo el liderazgo de Helle Thorning-Schmidt han disfrutado de mayorías continuas en las encuestas de opinión desde finales de 2009 y esperan formar una coalición gubernamental de centroizquierda que consista en el Partido Popular Socialista y el Partido Social Liberal con el apoyo parlamentario de la pequeña Alianza Roji-Verde.
Tanto Margrethe Vestager (Partido Social Liberal) como Villy Søvndal (Partido Popular Socialista) prometieron su apoyo a Thorning-Schmidt antes de las elecciones. Pero ha habido un debate considerable sobre la política futura de esta coalición, principalmente porque el Partido Social Liberal exige una agenda económica más liberal. También en asuntos de inmigración hay diferencias políticas entre los tres partidos de la coalición. Esto ha llevado a algunos observadores a creer que el Partido Social Liberal no se unirá a una coalición gubernamental, sino que optará por ser parte del apoyo parlamentario de un nuevo gobierno de centro izquierda. En caso de que los Liberales Sociales se unieran al nuevo gobierno de coalición tripartito formado el 3 de octubre.
Después de las elecciones generales de 2015, Thorning-Schmidt fue reemplazada como primer ministro por Lars Løkke Rasmussen. Hasta el 28 de noviembre de 2016, dirigió un gobierno que consistía únicamente en el Venstre, una situación extremadamente inusual en la política danesa.

## Presidente del Parlamento
El presidente es el miembro que preside el Folketing. El presidente determina qué miembros pueden hablar y es responsable de mantener el orden durante los debates. El cargo fue creado en 1850, y el titular inaugural de la oficina fue Carl Christoffer Georg Andræ. El actual presidente es Søren Gade, de Venstre. El Presidente y cuatro vicepresidentes son electos por los parlamentarios al inicio de la legislatura, luego de cada elección general y componen la mesa del parlamento.
| #  | Presidente                   | Inicio                  | Fin                      | Partido | Partido                                  |
| -- | ---------------------------- | ----------------------- | ------------------------ | ------- | ---------------------------------------- |
| 1  | Carl Christoffer Georg Andræ | 30 de enero de 1850     | 3 de agosto de 1852      |         | Partido Liberal Nacional                 |
| 2  | Johan Nicolai Madvig         | 3 de agosto de 1852     | 12 de junio de 1853      |         | Partido Liberal Nacional                 |
| 3  | Carl Edvard Rotwitt          | 12 de junio de 1853     | 2 de diciembre de 1859   |         | Sociedad de los Amigos de los Campesinos |
| 4  | Laurids Nørgaard Bregendahl  | 2 de diciembre de 1859  | 2 de diciembre de 1870   |         | Partido Liberal Nacional                 |
| 5  | Christopher Krabbe           | 3 de diciembre de 1870  | 30 de septiembre de 1883 |         | Venstre                                  |
| 6  | Christen Berg                | 1 de octubre de 1883    | 2 de octubre de 1887     |         | Venstre                                  |
| 7  | Sofus Høgsbro                | 3 de octubre de 1887    | 16 de diciembre de 1894  |         | Venstre                                  |
| 8  | Rasmus Claussen              | 17 de diciembre de 1894 | 16 de abril de 1895      |         | Venstre                                  |
| 9  | Sofus Høgsbro                | 17 de abril de 1895     | 4 de octubre de 1901     |         | Venstre                                  |
| 10 | Herman Trier                 | 5 de octubre de 1901    | 30 de enero de 1905      |         | Venstre                                  |
| 11 | Anders Thomsen               | 31 de enero de 1905     | 14 de marzo de 1912      |         | Venstre                                  |
| 12 | Jens Christian Christensen   | 15 de marzo de 1912     | 13 de junio de 1913      |         | Venstre                                  |
| 13 | Niels Pedersen-Nyskov        | 14 de junio de 1913     | 29 de marzo de 1922      |         | Venstre                                  |
| 14 | Jørgen Jensen-Klejs          | 7 de abril de 1922      | 10 de abril de 1924      |         | Venstre                                  |
| 15 | Hans Peter Hansen            | 30 de abril de 1924     | 24 de noviembre de 1932  |         | Socialdemócratas                         |
| 16 | Gerhard Nielsen              | 30 de noviembre de 1932 | 1 de mayo de 1933        |         | Socialdemócratas                         |
| 17 | Hans Rasmussen               | 9 de mayo de 1933       | 30 de octubre de 1945    |         | Socialdemócratas                         |
| 18 | Julius Bomholt               | 22 de noviembre de 1945 | 22 de febrero de 1950    |         | Socialdemócratas                         |
| 19 | Gustav Pedersen              | 23 de febrero de 1950   | 22 de septiembre de 1964 |         | Socialdemócratas                         |
| 20 | Julius Bomholt               | 6 de octubre de 1964    | 22 de enero de 1968      |         | Socialdemócratas                         |
| 21 | Karl Skytte                  | 6 de febrero de 1968    | 30 de septiembre de 1978 |         | Partido Social Liberal                   |
| 22 | Knud Børge Andersen          | 3 de octubre de 1978    | 8 de diciembre de 1981   |         | Socialdemócratas                         |
| 23 | Svend Jakobsen               | 22 de diciembre de 1981 | 10 de enero de 1989      |         | Socialdemócratas                         |
| 24 | Erik Ninn-Hansen             | 10 de enero de 1989     | 3 de octubre de 1989     |         | Partido Popular Conservador              |
| 25 | H.P. Clausen                 | 3 de octubre de 1989    | 15 de enero de 1993      |         | Partido Popular Conservador              |
| 26 | Henning Rasmussen            | 27 de enero de 1993     | 5 de octubre de 1994     |         | Socialdemócratas                         |
| 27 | Erling Olsen                 | 5 de octubre de 1994    | 11 de marzo de 1998      |         | Socialdemócratas                         |
| 28 | Ivar Hansen                  | 26 de marzo de 1998     | 11 de marzo de 2003†     |         | Venstre                                  |
| 29 | Christian Mejdahl            | 18 de marzo de 2003     | 13 de noviembre de 2007  |         | Venstre                                  |
| 30 | Thor Pedersen                | 28 de noviembre de 2007 | 4 de octubre de 2011     |         | Venstre                                  |
| 31 | Mogens Lykketoft             | 4 de octubre de 2011    | 3 de julio de 2015       |         | Socialdemócratas                         |
| 32 | Pia Kjærsgaard               | 3 de julio de 2015      | 21 de junio de 2019      |         | Partido Popular Danés                    |
| 33 | Henrik Dam Kristensen        | 21 de junio de 2019     | 16 de noviembre de 2022  |         | Socialdemócratas                         |
| 34 | Søren Gade                   | 16 de noviembre de 2022 | Actualmente              |         | Venstre                                  |

## Composición actual
- Elecciones generales de Dinamarca de 2022